# Drahomír Jebavý
Drahomír Jebavý (* 1930 in Martinice) ist ein ehemaliger tschechoslowakischer Skispringer.

## Werdegang
Sein internationales Debüt gab Jebavý bei der Vierschanzentournee 1956/57. Nach einem 36. Platz auf der Schattenbergschanze in Oberstdorf landete er auf der Bergiselschanze in Innsbruck auf Platz 19. Nach Platz 27 in Garmisch-Partenkirchen sprang er auf der Paul-Außerleitner-Schanze in Bischofshofen auf den 15. Platz. Damit erreichte er außerdem das beste Einzelresultat seiner Karriere. Die Tournee beendete er auf dem 14. Platz der Gesamtwertung.
1960 gewann Jebavý die Böhmische Springertournee.
In den folgenden zwei Jahren trat Jebavý noch einmal bei der Vierschanzentournee 1960/61 und 1961/62 an, konnte aber an seine Leistungen aus der Saison 1956/57 nicht mehr anknüpfen. In den Gesamtwertungen reichte es für ihn nur für die Plätze 26 und 74.

## Erfolge

### Vierschanzentournee-Platzierungen
| Saison  | Platz | Punkte |
| ------- | ----- | ------ |
| 1956/57 | 14.   | 774,2  |
| 1960/61 | 26.   | 773,8  |
| 1961/62 | 74.   | 363,3  |